# Los Verdes-La Alternativa Verde
Los Verdes-La Alternativa Verde (en alemán: Die Grünen-Die Grüne Alternative; pronunciado /diː ˈɡʁyːnən diː ˈɡʁyːnə ˌaltɛʁnaˈtiːvə/) es un partido político ecologista de Austria.

## Historia
En 1986, dos partidos ecologistas austríacos: los Verdes Unidos de Austria —ecologista conservador— (Vereinte Grüne Österreichs) y la Lista Alternativa de Austria —ecologista progresista— (Alternative Liste Österreichs), fundaron un partido político llamado Alternativa Verde. Este partido político, en 1993, cambió su nombre oficial por el de Los Verdes-La Alternativa Verde (Die Grünen-Die Grüne Alternative en alemán).

## Líderes
| Nombre                   | Desde | Hasta      |
| Werner Kogler            | 2017  | actualidad |
| Ingrid Felipe            | 2017  | 2017       |
| Eva Glawischnig-Piesczek | 2008  | 2017       |
| Alexander Van der Bellen | 1997  | 2008       |
| Christoph Chorherr       | 1996  | 1997       |
| Madeleine Petrovic       | 1994  | 1996       |
| Peter Pilz               | 1992  | 1994       |
| Johannes Voggenhuber     | 1988  | 1992       |
| Freda Meissner-Blau      | 1987  | 1988       |

## Resultados electorales

### Elecciones generales de Austria
| Año  | Votos        | %     | Resultado | +/- | Gobierno           |
| ---- | ------------ | ----- | --------- | --- | ------------------ |
| 1983 | 93.798 (#4)  | 1,90  | 0/183     |     | Extraparlamentario |
| 1986 | 234.028 (#4) | 4,82  | 8/183     | 8   | Oposición          |
| 1990 | 225.084 (#4) | 4,78  | 10/183    | 2   | Oposición          |
| 1994 | 338.538 (#4) | 7,31  | 13/183    | 3   | Oposición          |
| 1995 | 233.208 (#5) | 4,81  | 9/183     | 4   | Oposición          |
| 1999 | 342.260 (#4) | 7,40  | 14/183    | 5   | Oposición          |
| 2002 | 464.980 (#4) | 9,47  | 17/183    | 3   | Oposición          |
| 2006 | 520.130 (#3) | 11,04 | 21/183    | 4   | Oposición          |
| 2008 | 509.936 (#5) | 10,43 | 20/183    | 1   | Oposición          |
| 2013 | 582.657 (#4) | 12,34 | 24/183    | 4   | Oposición          |
| 2017 | 192.638 (#6) | 3,80  | 0/183     | 24  | Extraparlamentario |
| 2019 | 664.055 (#4) | 13,90 | 26/183    | 26  | Coalición con ÖVP  |
| 2024 | 402.107 (#5) | 8,20  | 15/183    | 11  | Oposición          |

### Elecciones europeas
| Año  | Votos        | %     | Resultado | +/-         |
| ---- | ------------ | ----- | --------- | ----------- |
| 1996 | 258.250 (#4) | 6,81  | 1/21      |             |
| 1999 | 260.273 (#4) | 9,29  | 2/21      | 1           |
| 2004 | 314.095 (#4) | 12,75 | 2/18      | Sin cambios |
| 2009 | 284.505 (#5) | 9,93  | 2/17      | Sin cambios |
| 2014 | 410.089 (#4) | 14,52 | 3/18      | 1           |
| 2019 | 532.194 (#4) | 14,08 | 2/18      | 1           |
| 2024 | 390.503 (#4) | 11,1  | 2/20      | Sin cambios |

### Elecciones estatales de Austria
| Estado       | Año  | Votos        | %      | Escaños | Gobierno                     |
| Alta Austria | 2021 | 99.496 (#4)  | 12,32% | 7/56    | Coalición con ÖVP, FPÖ y SPÖ |
| Baja Austria | 2023 | 68.276 (#4)  | 7,59%  | 4/56    | Oposición                    |
| Burgenland   | 2020 | 12.466 (#4)  | 6,72%  | 2/36    | Oposición                    |
| Carintia     | 2023 | 11.676 (#5)  | 3,85%  | 0/36    | Extraparlamentario           |
| Estiria      | 2019 | 72.749 (#4)  | 12,08% | 6/48    | Oposición                    |
| Salzburgo    | 2023 | 22.074 (#5)  | 8,20%  | 3/36    | Oposición                    |
| Tirol        | 2022 | 31.598 (#5)  | 9,20%  | 3/36    | Oposición                    |
| Viena        | 2020 | 107.397 (#3) | 14,80% | 16/100  | Oposición                    |
| Vorarlberg   | 2024 | 22.926 (#3)  | 12,40% | 4/36    | Oposición                    |

#### Elecciones de Alta Austria
| Año  | Votos       | %     | Resultado | +/-         | Gobierno           |
| ---- | ----------- | ----- | --------- | ----------- | ------------------ |
| 1991 | 24.250 (#4) | 3,06  | 0/56      |             | Extraparlamentario |
| 1997 | 44.435 (#4) | 5,78  | 3/56      | 3           | Oposición          |
| 2003 | 70.742 (#3) | 9,06  | 5/56      | 2           | Oposición          |
| 2009 | 78.569 (#4) | 9,18  | 5/56      | Sin cambios | Oposición          |
| 2015 | 89.703 (#4) | 10,32 | 6/56      | 1           | Oposición          |
| 2021 | 99.496 (#4) | 12,32 | 7/56      | 1           | Oposición          |

#### Elecciones de Baja Austria
| Año  | Votos       | %    | Resultado | +/-         | Gobierno           |
| ---- | ----------- | ---- | --------- | ----------- | ------------------ |
| 1988 | 23.266 (#4) | 2,45 | 0/56      |             | Extraparlamentario |
| 1993 | 29.589 (#5) | 3,17 | 0/56      |             | Extraparlamentario |
| 1998 | 40.639 (#4) | 4,49 | 2/56      | 2           | Oposición          |
| 2003 | 66.543 (#3) | 7,20 | 4/56      | 2           | Oposición          |
| 2008 | 69.852 (#4) | 6,91 | 4/56      | Sin cambios | Oposición          |
| 2013 | 78.678 (#5) | 8,06 | 4/56      | Sin cambios | Oposición          |
| 2018 | 58.401 (#4) | 6,43 | 3/56      | 1           | Oposición          |
| 2023 | 68.276 (#4) | 7,59 | 4/56      | 1           | Oposición          |

#### Elecciones de Burgenland
| Año  | Votos       | %    | Resultado | +/-         | Gobierno           |
| ---- | ----------- | ---- | --------- | ----------- | ------------------ |
| 1987 | 3.873 (#4)  | 2,20 | 0/36      |             | Extraparlamentario |
| 1991 | 5.769 (#4)  | 3,35 | 0/36      |             | Extraparlamentario |
| 1996 | 4.352 (#4)  | 2,49 | 0/36      |             | Extraparlamentario |
| 2000 | 10.057 (#4) | 5,49 | 2/36      | 2           | Oposición          |
| 2005 | 10.043 (#4) | 5,20 | 2/36      | Sin cambios | Oposición          |
| 2010 | 7.835 (#4)  | 4,15 | 1/36      | 1           | Oposición          |
| 2015 | 11.964 (#4) | 6,43 | 2/36      | 1           | Oposición          |
| 2020 | 12.466 (#4) | 6,72 | 2/36      | Sin cambios | Oposición          |

#### Elecciones de Carintia
| Año  | Votos           | %               | Resultado       | +/-             | Gobierno           |
| ---- | --------------- | --------------- | --------------- | --------------- | ------------------ |
| 1989 | 5.976 (#4)      | 1,69            | 0/36            |                 | Extraparlamentario |
| 1994 | 5.554 (#5)      | 1,59            | 0/36            |                 | Extraparlamentario |
| 1999 | No se presentó. | No se presentó. | No se presentó. | No se presentó. | No se presentó.    |
| 2004 | 22.053 (#4)     | 6,71            | 2/36            |                 | Oposición          |
| 2009 | 18.336 (#4)     | 5,15            | 2/36            | Sin cambios     | Oposición          |
| 2013 | 39.241 (#4)     | 12,10           | 5/36            | 3               | Coalición con SPÖ  |
| 2018 | 9.188 (#5)      | 3,12            | 0/36            | 5               | Extraparlamentario |
| 2023 | 11.676 (#5)     | 3,85            | 0/36            |                 | Extraparlamentario |